# رودي وندلين
رودي وندلين (بالإنجليزية: Rudy Wendelin)‏ هو فنان أمريكي، ولد في 27 فبراير 1910 في هيرندون في الولايات المتحدة، وتوفي في 31 أغسطس 2000.